# Bombardamento tattico
Un bombardamento tattico è un attacco aereo svolto da aeroplani militari per supportare le proprie truppe, attaccando truppe e mezzi nemici sul campo di battaglia. I bersagli classici di queste azioni sono i carri armati, i veicoli, le postazioni di difesa fissa e i concentramenti di fanteria nemici. Gli aeromobili destinati a questi attacchi di solito sono caccia-bombardieri ed elicotteri.

## Storia

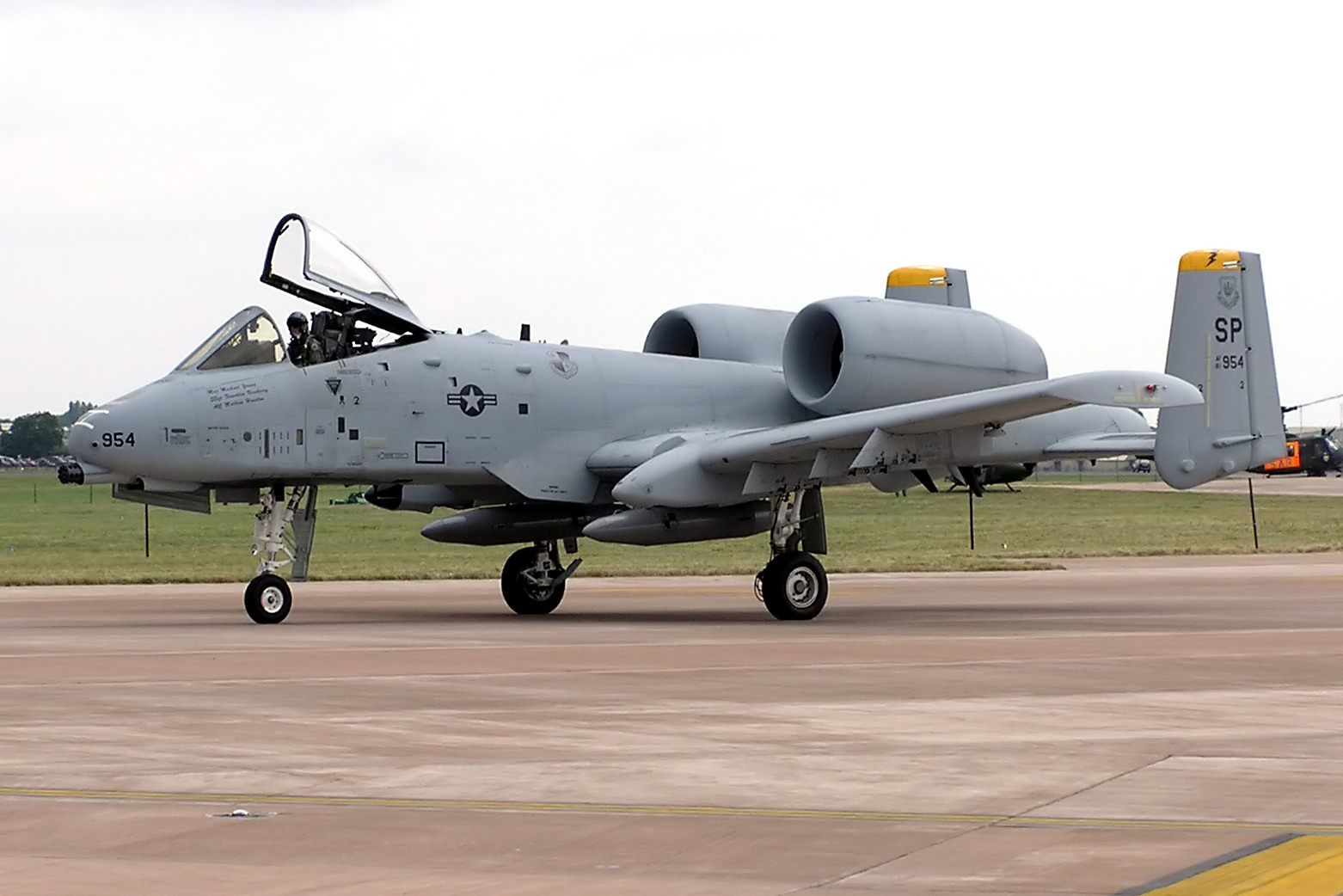
L'A-10 Thunderbolt, appositamente progettato per il supporto aereo ravvicinato: è uno dei migliori in questo ruolo

Il bombardamento tattico nacque nella prima guerra mondiale, quando i piloti sganciavano delle piccole bombe o volavano a bassa quota per mitragliare le truppe nemiche.
Nella seconda guerra mondiale furono progettati velivoli appositamente per questo ruolo, anche se spesso furono usati dei normali caccia muniti di bombe, trasformandoli di fatto in caccia-bombardieri.
Nella guerra di Corea i bombardamenti tattici furono svolti da aerei ad elica risalenti alla guerra precedente, come ad esempio il Vought F4U Corsair.
Nella guerra del Vietnam questi bombardamenti erano controllati dai  Forward Air Controller (FACs), piccoli aerei ad elica che, grazie all'uso della radio e di fumogeni colorati, dirigevano gli aerei da attacco, che orbitavano in zona, dove era necessario.
Al giorno d'oggi le armi ad alta precisione, o bombe intelligenti, sono in grado di colpire piccoli bersagli, come i carri armati, con assoluta precisione.

## Descrizione
Ci sono due tipi di bombardamento tattico: il supporto aereo ravvicinato e l'interdizione aerea; nel primo caso gli aerei operano in prossimità delle truppe alleate, quindi con maggiori possibilità di fuoco amico; nel secondo caso invece gli aerei colpiscono obiettivi tattici ma non in prossimità delle truppe amiche.
Il bombardamento tattico è diverso dal bombardamento strategico, in cui invece si vogliono colpire obiettivi che indeboliscono la macchina bellica avversaria, come ad esempio le fabbriche. In alcune missioni, come i bombardamenti delle coste della Normandia nei giorni immediatamente precedenti lo sbarco o alcuni bombardamenti in Vietnam, i bombardieri strategici attaccarono obiettivi tattici, ma con risultati così scarsi che queste missioni furono di fatto soltanto uno spreco di risorse.

### Principali bombardieri tattici
- Seconda guerra mondiale:
  - Martin B-26 Marauder
  - North American B-25 Mitchell
  - de Havilland DH.98 Mosquito
  - Hawker Typhoon
  - Dornier Do 17
  - Heinkel He 111
  - Henschel Hs 129
  - Junkers Ju 87 Stuka
  - Junkers Ju 88
  - Ilyushin Il-2 Šturmovik
  - Savoia Marchetti SM 79
  - Savoia Marchetti SM 81
  - Fiat BR 20

- Guerra di Corea:
  - Vought F4U Corsair

- Guerra del Vietnam:
  - Douglas A-1 Skyrider
  - Republic F-105 Thunderchief
  - McDonnell Douglas F-4 Phantom

- Oggi:
  - Fairchild-Republic A-10 Thunderbolt II
  - F-16 Fighting Falcon
  - Tornado
  - Lockheed F-117 Nighthawk
  - AMX International AMX